# ヴィシュヌヴァルダン (映画監督)
ヴィシュヌヴァルダン（タミル語: விஷ்ணுவர்த்தன்、Vishnuvardhan、1976年12月6日 - ）は、インドのタミル語映画で活動する映画監督、映画プロデューサー、脚本家。サントーシュ・シヴァンの助手としてキャリアを始め、2003年に『Kurumbu』で監督デビューした。その後は『Arinthum Ariyamalum』『Pattiyal』『Billa』『Panjaa』『Arrambam』を製作して知名度を上げ、2021年には『シェールシャー』でヒンディー語映画デビューして興行的な成功を収め、フィルムフェア賞 監督賞を受賞している。

## 生い立ち
チェンナイ出身。父のクラシェーカランは実業家を経てタミル語映画のプロデューサーとなった人物で、弟のクリシュナは俳優として活動している。ヴィシュヌヴァルダンはセント・ビーズ・アングロ・インディアン・ハイアー・セカンダリー・スクールを経てロヨラ大学チェンナイ校に進学してヴィジュアル・コミュニケーション学を専攻した。

## キャリア
学生時代のヴィシュヌヴァルダンは弟クリシュナと共にダンスや演劇などの課外活動に参加しており、学校の推薦でマニラトナムの『アンジャリ』のダンスシーンに弟やほかの学生と共に出演した。その後は『Chatriyan』『ザ・デュオ』にも出演しており、大学時代にはマニラトナム監督作品で撮影監督を務めていたサントーシュ・シヴァンから『ザ・テロリスト 少女戦士マッリ』への出演を打診された。これについてヴィシュヌヴァルダンは「私はマニラトナムとサントーシュ・シヴァンの作品に大きな影響を受けました。彼らがスクリーンに魔法をかける姿を見て魅了され、映画製作を学びたいと思うようになったのです」と語っている。同作に出演した際、ヴィシュヌヴァルダンはサントーシュ・シヴァンに「仕事を手伝いたい」と申し出たことをきっかけに彼の下で助手として映画製作に携わるようになった。その後はムンバイに移住して7年間シヴァンの助監督を務め、『Fiza』『Malli』『アショカ大王』の製作に参加した。
ムンバイからチェンナイに活動拠点を戻した後、ヴィシュヌヴァルダンは映画製作会社ジェミニ・カラー・ラボからテルグ語映画『Allari』のタミル語リメイク企画を持ちかけられた。彼は監督デビュー作をリメイク映画にすることに抵抗があったが、「監督デビューの機会を逃したくない」という気持ちから監督を引き受けたという。こうして製作した『Kurumbu』ではアッラリ・ナレーシュをオリジナル版に引き続き主演に起用したものの、興行的に失敗している。次に監督を務めた『Arinthum Ariyamalum』では脚本も手掛け、当初はこちらが監督デビュー作となる予定だった。ヴィシュヌヴァルダンによると著名な俳優は誰も出演を希望せず、製作を引き受ける映画会社もなかったという。出演者が決まった後、彼はマレーシアのラジオジョッキーのプンナガイ・プー・ギーターと共同で映画製作会社S・J・フィルムズを立ち上げ、『Arinthum Ariyamalum』を製作した。主要キャストにプラカーシュ・ラージ、アーリヤー、ナヴディープ、サミクシャを起用した『Arinthum Ariyamalum』は批評家から高い評価を受け、Sifyからは「緊張感があり、かなり夢中にさせてくれるエンターテイナー」と批評されている。また、興行収入は製作費の2倍となり「スーパー・ヒット」を記録した。
2006年にはプンナガイ・プー・ギーターと共同で『Pattiyal』を製作し、興行的な成功を収めた。同作にはアーリヤ、バーラト、プージャー・ウマシャンカル、パドマプリヤー・ジャーナキラーマンが出演しており、ユーヴァン・シャンカル・ラージャーの手掛けた映画音楽が批評家から高い評価を得ている。また、娯楽性を保ちつつ深刻なテーマを盛り込んだヴィシュヌヴァルダンの脚本も高い評価を得ており、Sifyはマニ・ラトナムを引き合いに出しつつ「ヴィシュヌヴァルダンはタミル商業映画のルールを書き換えた」と批評している。ヴィシュヌヴァルダンは脚本の執筆に際し、実際にギャングたちに取材をして彼らの生活様式を研究したという。『Billa』ではアジット・クマール、ナヤンターラ、ナミータを起用して興行的な成功を収めたが、アーリヤとトリシャー・クリシュナンを起用した『Sarvam』の興行成績は平均的な結果に終わっている。2011年に『Panjaa』でテルグ語映画デビューし、2013年に製作した『Arrambam』は興行的な成功を収めている。

## 私生活
ヴィシュヌヴァルダンの妻アヌー・ヴァルダンは衣装デザイナーであり、彼女は俳優・歌手のN・S・クリシュナンの孫に当たる。アヌーは大学の同窓生で、共にサントーシュ・シヴァンの助手として働いており、ヴィシュヌヴァルダンが大学を卒業して助監督を務めるようになったころに結婚したという。彼女はヴィシュヌヴァルダン監督作品の全作品で衣装デザインを担当している。

## フィルモグラフィー

### 監督
| 年   | 作品                | 監督 | 製作 | 備考                                  |
| ---- | ------------------- | ---- | ---- | ------------------------------------- |
| 2003 | Kurumbu             | Yes  | No   | 『Allari』のリメイク                  |
| 2005 | Arinthum Ariyamalum | Yes  | No   |                                       |
| 2006 | Pattiyal            | Yes  | No   |                                       |
| 2007 | Billa               | Yes  | No   | 『Billa』のリメイク                   |
| 2009 | Sarvam              | Yes  | No   |                                       |
| 2011 | Panjaa              | Yes  | No   | テルグ語映画                          |
| 2013 | Arrambam            | Yes  | No   |                                       |
| 2015 | Yatchan             | Yes  | Yes  | UTVモーション・ピクチャーズと共同製作 |
| 2019 | Fingertip           | No   | Yes  | ZEE5配信                              |
| 2021 | シェールシャー      | Yes  | No   | ヒンディー語映画                      |
| 2025 | Nesippaya           | Yes  | No   |                                       |

### 出演
| 年   | 作品                          | 役名                   |
| ---- | ----------------------------- | ---------------------- |
| 1990 | アンジャリ                    | 集合住宅の少年         |
| 1990 | Chatriyan                     | 幼少期のセルヴァム     |
| 1997 | ザ・デュオ                    | タミルセルヴァンの息子 |
| 1998 | ザ・テロリスト 少女戦士マッリ | テャーグ               |
| 2010 | ロボット                      | 本人役                 |
| 2015 | Isai                          | 本人役                 |

## 受賞歴
| 年                         | 部門                   | 作品名             | 結果       | 出典       |
| 国家映画賞                 | 国家映画賞             | 国家映画賞         | 国家映画賞 | 国家映画賞 |
| -------------------------- | ---------------------- | ------------------ | ---------- | ---------- |
| 2023年                     | 審査員特別賞           | 『シェールシャー』 | 受賞       | [ 19 ]     |
| フィルムフェア賞           |                        |                    |            |            |
| 2022年                     | 監督賞                 | 『シェールシャー』 | 受賞       | [ 20 ]     |
| 国際インド映画アカデミー賞 |                        |                    |            |            |
| 2022年                     | 監督賞                 | 『シェールシャー』 | 受賞       | [ 21 ]     |
| 南インド国際映画賞         |                        |                    |            |            |
| 2014年                     | タミル語映画部門監督賞 | 『Arrambam』       | ノミネート | [ 22 ]     |
| ヴィジャイ・アワード       |                        |                    |            |            |
| 2008年                     | フェイバリット監督賞   | 『Billa』          | ノミネート | [ 23 ]     |
| 2014年                     | フェイバリット監督賞   | 『Arrambam』       | ノミネート | [ 24 ]     |